# La terre tremble
Pour plus de détails, voir Fiche technique et Distribution.
La terre tremble (La terra trema: Episodio del mare) est un docufiction italien de Luchino Visconti, sorti en 1948 et inspiré du roman de Giovanni Verga, I Malavoglia.

## Synopsis
L'action se déroule dans les années 1920-1930 à Aci Trezza, un petit village de pêcheurs situé sur la côte est de Sicile. L'histoire se concentre sur une famille traditionnelle, les Valastro, et a pour thème l'exploitation des pêcheurs par les grossistes. 
Le fils aîné, ’Ntoni, excédé par l'attitude des grossistes qui s'arrangent pour acheter à un prix dérisoire le produit de leurs pêches, décide de réaliser une hypothèque sur la maison familiale afin de pouvoir acheter leur propre bateau et éviter ainsi de passer par un intermédiaire pour vendre leurs poissons.

## Fiche technique
- Titre original : La terra trema: Episodio del mare
- Titre français : La terre tremble
- Réalisation : Luchino Visconti, assisté de Francesco Rosi, Franco Zeffirelli et Demofilo Fidani (ce dernier non crédité)
- Scénario : Luchino Visconti et Antonio Pietrangeli d'après le roman de Giovanni Verga
- Photographie : Aldo Graziati, assistant : Gianni Di Venanzo
- Montage : Mario Serandrei
- Musique : arrangements de Willy Ferrero et Luchino Visconti
- Production : Salvo D'Angelo
- Société de production : Universalia (Rome)
- Pays d'origine : Italie
- Format : Noir et blanc - 35 mm - 1,37:1 - Mono
- Genre : Drame
- Durée : 165 minutes (180 min. à l'origine)
- Date de tournage : de novembre 1947 à mai 1948 à Aci Trezza (Sicile)
- Dates de sortie : 
  - Italie : 18 août 1948 (Mostra de Venise)
  - Italie : 2 septembre 1948 (sortie nationale)
  - France : 15 janvier 1952. Le film fut présenté à la Salle Pleyel par la Fédération Française des Ciné-Club en version originale traduite par Luchino Visconti présent dans la salle.

## Distribution
- Antonio Arcidiacono : Antonio "Ntoni" Valastro
- Giuseppe Arcidiacono : Cola Valastro
- Agnese Giammona : Lucia Valastro
- Nelluccia Giammona : Mara Valastro
- Nicola Castorino : Nicola, le soupirant de Mara
- Rosa Costanzo : Nedda, la petite amie d'Antonio
- Rosario Galvagno : Don Salvatore, le maréchal des carabiniers
- Rosa Catalano : Rosa
- Alfio Fichera : Michele
- Carmela Fichera : la baronne
- Venera Bonaccorso : la vieille femme qui rit
- Mario Pisu : le narrateur (voix)

Note : Aucun acteur n'est cité au générique.

## Distinction
- Mostra de Venise 1948 : Prix international

## Autour du film
Dès 1941, c'est-à-dire avant même la réalisation de son premier long métrage, Les Amants diaboliques (Ossessione, 1943), Luchino Visconti songe à porter à l'écran un film sur la Sicile, inspiré de l'œuvre du romancier vériste Giovanni Verga (1840-1922). Collaborateur de la revue Cinema, il écrit pour celle-ci, dans un texte appelé Tradition et innovation, les lignes suivantes : « Il est naturel pour qui croit sincèrement au cinéma, de tourner les yeux avec nostalgie vers les grandes constructions narratives des classiques du roman européen, et de les considérer aujourd'hui comme la source d'inspiration peut-être la plus vraie. C'est la tête pleine de ces idées que, me promenant un jour dans les rues de Catane, et parcourant la plaine de Caltagirone par une matinée de sirocco, je tombai amoureux de Giovanni Verga. »
I Malavoglia, premier volume d'un cycle nommé I Vinti (Les Vaincus), publié en 1881, sera, en particulier, le roman dont il veut se servir pour illustrer un « projet de documentaire sur la Sicile » – île « dont la beauté et la misère fascinent le riche Milanais qu'il est ». À cette époque, Visconti tente, également, d'adapter la nouvelle L'Amante di Gramigna du même Giovanni Verga. Mais cette histoire d'amour entre une jeune fille et un bandit sicilien heurte fortement la censure mussolinienne, le pouvoir fasciste étant alors engagé dans une lutte féroce contre la mafia.
En réalité, le contexte historique n'est guère favorable à la réalisation d'un tel projet. Il faudra attendre 1947 pour que Visconti et ses amis puissent enfin tourner le fameux chef-d'œuvre néoréaliste La terre tremble, « mélange détonnant d'adaptation littéraire et de pratique documentaire, de réflexion sur la mise en scène et de prise de position sociopolitique ». Ici, « la nudité de la chronique rossellinienne cède le pas à une sorte de lyrisme épique, né d'un travail plus complexe, plus concerté ».
« Concrètement, par l'intermédiaire de Trombadori (dirigeant communiste), dont il est l'ami depuis l'époque de la lutte antifasciste, le Parti communiste italien lui commande au printemps 1947 un documentaire sur la lutte des classes dans le Sud, qui pourrait servir la propagande électorale ». À cette fin, Visconti rédige des Notes sur un documentaire sur la Sicile qui seront publiées par la revue Bianco e Nero (1951) et qui envisagent d'évoquer un triple mouvement de combat social, avec l'épisode de la mer (d'où le sous-titre du film Episodio del mare), l'épisode de la mine de soufre et l'épisode de la terre, relatant les luttes des ouvriers et des paysans et montés en alternance sur la cadence répétée mer/mine/terre. D'après un document, daté de septembre 1947, Visconti aurait même échafaudé la réalisation d'un quatrième épisode, concernant la ville et se déroulant à Caltanissetta. 
Durant la préparation du film (été-automne 1947), dans sa villa d'Ischia, Visconti décide, au cours d'une longue maturation de sa pensée, de ne pas se contenter de réaliser un simple documentaire et de se limiter, en revanche, à l'épisode de la mer. Tout en conservant l'approche "réaliste" de Giovanni Verga (« Alors le processus créatif portera l'empreinte de l'événement réel »), Visconti infléchit sa démarche dans un sens plus marxiste, annonçant son engagement politique ultérieur. 
Partiellement fourni par le Parti communiste italien (« Je suis parti tourner La terre tremble avec la promesse de 3 millions de lires du P.C.I. Une fois cet argent dépensé, le parti a dit : On ne peut rien te donner. Moins du quart du film avait été tourné. […] Et avec des vicissitudes de toutes sortes, la solidarité et tout le reste, nous avons réussi à continuer », dira Visconti à Giuseppe Ferrara, lors d'un entretien à Paris en 1963), le financement sera complété par le Sicilien Salvo d'Angelo, avec la compagnie de production Universalia et l'argent de la Banque de Sicile.
Le tournage du film se déroule lentement, sur une durée d'environ sept mois, de novembre 1947 à mai 1948. Luchino Visconti « calcule chaque détail, fait tenir à son assistant Francesco Rosi un story-board minutieux ; ses acteurs ont été choisis sur place (pêcheurs et villageois d'Aci Trezza) ; la langue qu'ils parlent dans le film est leur langue : inintelligible des Italiens et même des Siciliens de Palerme ou d'Agrigente [Ils ne connaissent, précise l'avertissement liminaire au film, pas d'autre langue que le sicilien pour exprimer rébellions, douleurs, espérances. La langue italienne n'est pas, en Sicile, la langue des pauvres] ; ils “improvisent” au sens que Visconti donne à ce mot : à partir d'une situation inspirée du roman de Verga, ils mettent au point un texte, qu'il faut ensuite interpréter devant la caméra sans plus en changer un mot ».
Luchino Visconti dira à ce sujet : « J'ai passé des heures et des heures avec mes pêcheurs de La terre tremble pour leur faire dire une toute petite réplique. Je voulais obtenir d'eux le même résultat que d'un acteur. […] Le vrai travail, avec les acteurs, c'est de leur faire vaincre leurs complexes, leur pudeur. Mais ces gens-là n'avaient aucune pudeur. J'obtenais d'eux ce que j'obtenais des acteurs après un temps beaucoup plus long. De même, le texte n'était pas un texte préconçu. Je le faisais faire par eux-mêmes. »
Réalisé dans des conditions aléatoires et à l'aide de moyens limités, La terre tremble demeurera pour chacun des participants un moment exceptionnel, autant sur le plan strictement artistique que sur le plan humain (La réflexion sur la mise en scène, traduite dans un document composé de plusieurs volumes de croquis et de notes, est consultable à la Cinémathèque française). 
Film atypique, même au sein du mouvement néoréaliste, La terre tremble est, selon Lino Miccichè, « l'unique film italien d'après-guerre qui ne recherche pas la conciliation, ne se fait pas d'illusion sur la victoire, ne console pas avec de fausses certitudes […], n'offre pas d'anges libérateurs, de solidarités fictives, de pitiés émues, de refuges sentimentaux. Mais qui, peignant une lutte, s'enferme dans la lutte, et avec amertume mais “réalisme”, dans la solitude de celui qui lutte. »

## La terre tremble: une sortie difficile
Dès sa présentation à la Mostra de Venise 1948, le film est l'objet d'une âpre bataille - une bataille d'Hernani, dira Georges Sadoul -, menée au nom de principes idéologiques inconciliables. Ugo Casiraghi (L'Unita, communiste) considère La Terra trema comme « une puissante fresque sociale […] le premier film qui reflète vraiment l'esprit socialiste ». De son côté, dans les colonnes du Nuove Corriere della Sera, Arturo Lanocita condamne le film en ces termes : « Je crois qu'il ne peut pas y avoir de doute sur le fait que la rancœur est l'axe majeur de La Terre tremble. » (3/09/1948). Quoi qu'il en soit, la longueur du film – pourtant abrégé pour sa diffusion initiale –, l'obstacle de la langue (le dialecte sicilien) et la lenteur des scènes, déroutèrent le grand public et firent de La Terre tremble un incontestable échec commercial. 
Georges Sadoul écrira : « Après la faillite de l'Universalia (producteur du film), La Terra trema fut présentée en version réduite et postsynchronisée en italien ; en France, le film fut charcuté et affublé d'un commentaire (le texte fut déclamé par Jean Servais) qui lui donnait une signification contraire à la sienne. »

## Luchino Visconti: La question du néoréalisme etLa terre tremble
On s'est souvent interrogé sur le rôle et la place qu'ont occupés les premières réalisations de Luchino Visconti dans la naissance et le développement du mouvement néoréaliste. Concernant La terre tremble, Visconti nous soumet ce point de vue : « Le mouvement néoréaliste se poursuivait, mais il me semblait que de la recherche légitime de certains thèmes, d'une position morale devant la vie, il passait tout doucement à des procédés commodes […] Les causes de La terre tremble tenaient aussi, au fond, à cette perplexité qui augmentait en moi de jour en jour, en voyant le mouvement qui se déviait […] D'où, à un certain moment, le besoin de revenir vraiment aux origines, à la vérité pure, sans aucune tricherie. Sans découpage préétabli, sans acteur véritable, en se fiant à la réalité et à la vérité […] Je me souviens que ma conscience professionnelle me disait : Tu ne dois faire aucune concession. […] Avec La terre tremble, il me semble être véritablement parvenu au réalisme. » Dans cette quête vers plus d'authenticité, Visconti n'épargne d'ailleurs personne, pas même son ami De Sica « qui, avec son Miracle à Milan, quitte les chemins caillouteux du réel ». « Dans le finale de La terre tremble, il y a plus d'espérances et de promesses que dans l'envol des clochards à califourchon sur des balais. On ne peut, on ne doit pas sortir de la réalité. Je suis contre les évasions… », précise-t-il.

## Luchino Visconti, Giovanni Verga et Antonio Gramsci
Dans sa recherche de vérité et d'authenticité, Visconti disposera en Giovanni Verga d'un allié littéraire de poids. Visconti, se servant de la leçon du romancier sicilien, ira, pourtant, plus loin : « Intéressé comme je le suis par les mobiles profonds qui apportent à l'existence des Italiens, l'inquiétude, le désir anxieux du neuf, j'ai trouvé dans la question méridionale une source d'inspiration. Je dois préciser que la première approche, et, en quelque sorte, la découverte de cette question s'est faite pour moi par une voie purement littéraire : les romans de Verga. […] La clef mythique, par laquelle j'avais goûté Verga jusqu'à ce moment, ne me suffit pourtant plus. […] et ce fut grâce à la lecture éclairante de Gramsci qu'il me fut accordé de détenir une vérité qui attend encore d'être affrontée et résolue de façon décisive. »
Effectivement, « le pessimiste Verga ne donnait pas, comme Gramsci, “d'indication précise, réaliste, d'action” pour faire échec à une fatalité inscrite jusque dans le nom de Malavoglia. Visconti les baptisa du nom plus léger à porter de Valastro et il confia à son 'Ntoni qui, à la différence du personnage des Malavoglia, ne quitte pas le village mais repart à zéro, bien décidé à lutter, non plus seul mais avec d'autres, le soin de tirer la morale de la fable : “Dans le monde entier l'eau est salée. Quand nous passons les Faraglioni, le courant nous emporte. C'est ici que nous devons lutter”. »

## Le souvenir des assistants de réalisation
Francesco Rosi et Franco Zeffirelli apprirent leur métier, au cours du tournage de La Terre tremble, sous la direction de Luchino Visconti. Des années plus tard, les deux metteurs en scène livreront leurs témoignages.
Francesco Rosi : « Visconti était un vrai maître, et il donnait beaucoup d'importance à son rôle didactique. Il nous apprenait à faire du cinéma, et en même temps, il l'apprenait lui-même. […] Mais son caractère, sa personnalité orgueilleuse et forte ne lui auraient pas permis de montrer des doutes ou des incertitudes. Ainsi comme il exigeait de lui-même discipline, rigueur et effort, il l'exigeait aussi des autres. »
Franco Zeffirelli : « Au niveau des idées politiques, pourtant, mon désaccord était total. […] Luchino me respectait, bien qu'il eût des opinions radicalement contraires. […] Malgré l'impressionnante accumulation de grands moments que m'a offerte la vie […] je peux affirmer, avec le cœur plein de souvenirs intacts, que l'expérience de La terre tremble à Aci Trezza, ces mois de découvertes, de révélations, d'amitié, de joie de rester ensemble, accrochés à ce monde noble et beau qui allait disparaître, demeurent le moment le plus heureux de mon existence. »

## Le jugement de trois critiques devenus réalisateurs
Avant de passer eux-mêmes derrière la caméra, l'Italien Michelangelo Antonioni, le Britannique Karel Reisz et le Suisse Alain Tanner exercèrent leurs talents de critiques dans d'éminentes revues spécialisées. Voici leurs opinions concernant La terre tremble :
- Michelangelo Antonioni : « C'est avant tout comme auteur que Visconti s'impose à nous. Particulièrement comme auteur de La terre tremble, parce qu'il s'agit ici d'une expérience intellectuelle qui atteint à la poésie. […] Les personnages (du film) sont les fils adoptifs de Visconti […] Il a choisi ceux qui étaient davantage les siens. […] Aci Trezza n'avait évidemment rien à voir avec l'univers de Visconti. Ses habitants sont de race, de sang bien différents, mais peut-être est-il possible de montrer justement dans cet éloignement originel entre auteur et milieu, entre auteur et personnage, la raison d'une œuvre d'une telle pureté logique. » (Bianco e nero, 1949.)
- Karel Reisz : « L'extrême misère et la lutte que mènent les hommes pour en sortir est l'un des thèmes les plus difficiles à porter à l'écran. […] Le metteur en scène risque de rester trop loin de son sujet s'il ne peut jamais saisir subjectivement les effets de la faim et de la misère […] Visconti aborde ce thème […] avec une objectivité chaleureuse, bien que pessimiste. Il ne fait aucune tentative pour forcer la note, pour donner un ton dramatique à des situations qui n'en auraient pas dans la réalité. Il a avec la famille (Valastro) des rapports de sympathie, pas du tout de sentiment. » (Séquence, automne 1950.)
- Alain Tanner : « La terre tremble n'est pas un documentaire romancé sur la vie des pêcheurs siciliens. Son allure lente, qui lui permet de fouiller les situations si profondément, répond aussi à une exigence de l'action, comme il apparaît surtout dans la seconde moitié du film, lorsque les accents lugubres de la musique semblent suggérer toute la pesanteur du temps, le fardeau écrasant du désespoir. […] Cette méthode qui consiste à permettre aux actions de se développer suivant leur rythme naturel […] montre aussi combien le réalisateur contrôle solidement les sentiments qu'il veut exprimer. […] Le détachement atteint de fait ici à la maîtrise : la scène réelle est interprétée, afin de nous livrer son essence. […] Dans chaque prise de vue, nous sentons la présence de l'homme – même dans celles, peu nombreuses, où, littéralement parlant, il est absent. » (Sight and Sound, printemps 1957.)